# Amal Clooney
Amal Clooney (geb. Alamuddin of Alam Uddin, 3 februari 1978) is een Brits-Libanese juriste, activiste en auteur. Ze is als advocaat gespecialiseerd in het internationaal recht en de mensenrechten. Tot haar cliënten behoren onder meer Julian Assange, de oprichter van WikiLeaks, in zijn verzet tegen uitlevering aan de Verenigde Staten, en de voormalige premier van Oekraïne, Julia Timosjenko. Ze is gehuwd met de Amerikaanse acteur George Clooney.

## Biografie
Clooney werd geboren als Amal Alamuddin in Beiroet, Libanon. Tijdens de Libanese Burgeroorlog emigreerde haar familie naar het Verenigd Koninkrijk. Zij was toen twee jaar oud. Haar vader Ramzi Alam Uddin behaalde een MBA aan de American University of Beirut (AUB) in Beiroet en was de eigenaar van een reisbureau. Hij keerde in 1991 terug naar Libanon. Hij komt uit een Libanees druzisch gezin. Haar moeder, Bariaa Miknass, oorspronkelijk afkomstig uit Tripoli in Noord-Libanon, is een redacteur van de Pan-Arabische krant al-Hayat en komt uit een soennitisch moslim-gezin.
Clooney groeide op in Buckinghamshire. Ze studeerde rechten aan het St. Hugh's College, een van de colleges van de Universiteit van Oxford en aan de New York University School of Law in de Verenigde Staten. Daarna was ze werkzaam bij het Internationaal Gerechtshof in Den Haag en op het parket van de openbaar aanklager bij het Libanontribunaal en het Joegoslaviëtribunaal, beiden eveneens in Den Haag.
In 2010 keerde zij naar Groot-Brittannië terug, waar ze advocaat werd in Londen. In 2013 werd ze benoemd tot lid van enkele commissies van de Verenigde Naties, onder meer als adviseur van Kofi Annan die in 2012 aangesteld was als speciale gezant voor de Verenigde Naties en de Arabische Liga voor de opstand in Syrië tegen president Bashar al-Assad.
In januari 2015 begon ze te werken aan de internationale juridische erkenning van de Armeense Genocide. Samen met een collega-advocaat vertegenwoordigt zij in die kwestie de Armeense staat.
In 2016 kondigde ze aan ook de Genocide op de Jezidi's in Irak aanhangig te willen maken bij het Internationaal Strafhof in Den Haag. In december 2023 daagde Amal Clooney, samen met Nadia Murad en vierhonderd andere Jezidi's de Franse cementfabriek Lafarge voor de Amerikaanse rechter op basis van de New Yorkse Anti-Terrorism Act. Het bedrijf zou destijds miljoenen hebben betaald aan de terreurgroep IS. ‘Vele bedrijven zijn medeplichtig aan genocide’, aldus een van de aanklagers.
In september 2021 benoemde het Internationaal Strafhof (ICC) Amal Clooney tot speciaal adviseur voor het Sudanese conflict in Darfur.

## Privé
Ze huwde in 2014 met acteur George Clooney. Het stel werd in 2017 ouders van een tweeling, een dochter en een zoon.
- Bibsys: 1671433161058
- Biblioteca Nacional de España: XX5878149
- Bibliothèque nationale de France: cb16937090n (data)
- Catàleg d'autoritats de noms i títols de Catalunya: 981060981344706706
- CiNii: DA19222052
- Gemeinsame Normdatei: 1051385075
- International Standard Name Identifier: 0000 0004 3481 8978
- Library of Congress Control Number: no2014066071
- MusicBrainz: d4cc9beb-b6ed-4121-9455-4acbb0ea5d47
- Nationale Bibliotheek van Tsjechië: xx0281113
- Nationale Bibliotheek van Israël: 987007357474405171
- Nederlandse Thesaurus van Auteursnamen: 333256050
- Réseau des bibliothèques de Suisse occidentale: 02-A024308017
- Istituto Centrale per il Catalogo Unico: LO1V454467
- Système universitaire de documentation: 178447110
- Virtual International Authority File: 309561442
- WorldCat: E39PBJg8GWMy9c7PWcv8DJBXVC